# 블루밍턴 (일리노이주)

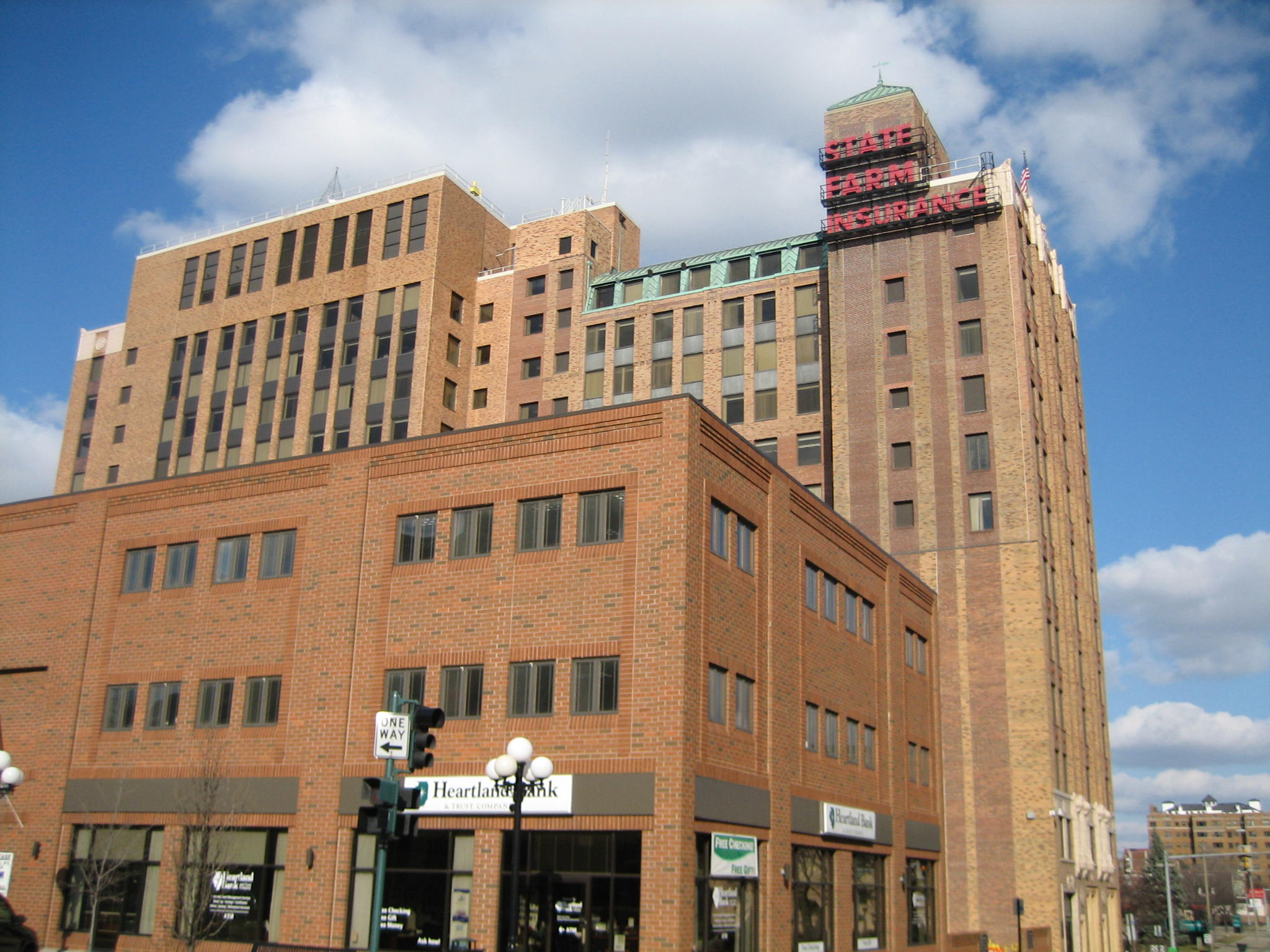
블루밍턴

블루밍턴(Bloomington)은 미국 중서부 일리노이주에 있는 도시이다. 인구 74,975 (2006). 일리노이주 중앙부, 맥린군의 군청 소재지이다. 시카고와 세인트루이스의 중간지점에 있으며, 남쪽에 인접한 노멀과 함께 한 도시권을 이룬다. 비옥한 농업지대의 중심지로, 농업 관계 연구 시설이 많고, 농업 관계 제조업 및 보험업이 발달되어 있다. 특히 스테이트팜 보험은 미국에서 가장 큰 보험회사 중 하나이다. 인접한 노멀에는 일리노이 주립대학교가 있으며, 최근 이를 바탕으로 블루밍턴과 노멀 도시권은 첨단 기업을 유치하여, 고용이 늘어나고 경제가 성장하고 있다. 한편 1856년 미국 미국의 대통령인 에이브러햄 링컨은 대통령이 되기 전 이 도시에서 노예제도 폐지를 표명한 유명한 마지막 연설을 하였다. 그가 연설을 했던 자리는 기념물로 복원되어 있다.

## 인구
| 인구조사                            | 인구   | Note  | %±     |
| ----------------------------------- | ------ | ----- | ------ |
| 1850년                              | 1,594  |       | —      |
| 1860년                              | 7,075  |       | 343.9% |
| 1870년                              | 14,590 |       | 106.2% |
| 1880년                              | 17,180 |       | 17.8%  |
| 1890년                              | 20,484 |       | 19.2%  |
| 1900년                              | 23,286 |       | 13.7%  |
| 1910년                              | 25,768 |       | 10.7%  |
| 1920년                              | 28,725 |       | 11.5%  |
| 1930년                              | 30,930 |       | 7.7%   |
| 1940년                              | 32,868 |       | 6.3%   |
| 1950년                              | 34,163 |       | 3.9%   |
| 1960년                              | 36,274 |       | 6.2%   |
| 1970년                              | 39,992 |       | 10.2%  |
| 1980년                              | 44,189 |       | 10.5%  |
| 1990년                              | 51,976 |       | 17.6%  |
| 2000년                              | 64,808 |       | 24.7%  |
| 2010년                              | 76,610 |       | 18.2%  |
| 2019 (추산)                         | 77,330 | [ 1 ] | 0.9%   |
| U.S. Decennial Census 2018 Estimate |        |       |        |